# Pietro di Francesco degli Orioli
Pietro di Francesco degli Orioli (Né à Sienne en novembre 1458 et mort dans la même ville le 9 août 1496) est un peintre italien de la Renaissance.

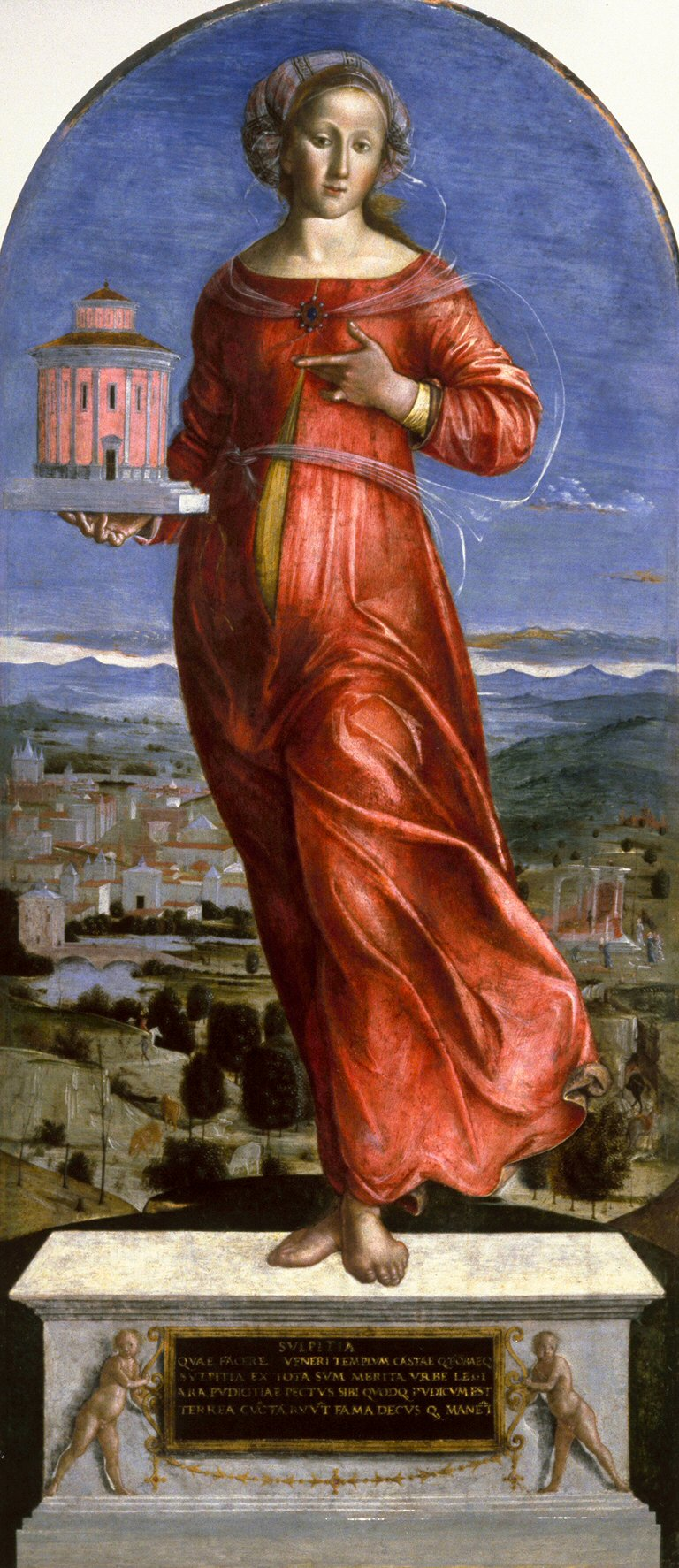
Peinture d'Orioli représentant Sulpicia.

## Biographie
Pietro di Francesco Orioli est le fils de Francesco di Bartolomeo et de Caterina d'Andrea, né à Sienne et baptisé le 24 novembre 1458.
Il appartient à une famille d'horlogers et le surnom « degli Orioli  » a été acquis par son père, responsable du fonctionnement des horloges publiques à Sienne et à San Gimignano.
Sa carrière artistique est courte, il meurt à 37 ans, et n'ayant été actif seul qu'à partir de 1480, mais son travail est important dans le contexte de l'art siennois. Il est un élève du peintre Matteo di Giovanni, un produit de l'école siennoise du Quattrocento. Il a également travaillé avec  Francesco di Giorgio Martini, peintre, sculpteur et ancien élève du sculpteur siennois Vecchietta. 
Son premier travail documenté est Christ lavant les pieds des apôtres (1489), trouvé dans un baptistère de Sienne. D'autres œuvres importantes comprennent la Vierge à l'Enfant avec saint Jérôme et une sainte (vers 1490), une Nativité (vers 1494–1496) et une Adoration des bergers datant de la dernière partie de sa carrière.
Comme le mentionne l'érudit siennois Sigismondo Tizio (fin du XVe début du XVIe siècle), Pietro di Francesco Orioli est mort de la peste à Sienne le 9 août 1496.

## Style
Stylistiquement, le travail d'Orioli semble être lié à celui de son contemporain florentin, Sandro Botticelli. Sa peinture peut être qualifiée de « non réaliste ». Il utilise des hachures pâles sans rapport avec le paysage ou l'architecture pour renforcer les contours de ses personnages d'une manière similaire aux panneaux St Zenobius de  Botticelli à la National Gallery de Londres. Les œuvres d'Orioli, bien que faisant partie intégrante de l'école artistique de Sienne, présentent des traits florentins. Ses personnages ont une qualité mystique typiquement siennoise, mais montrent également un respect scrupuleux des règles de l'anatomie et de la perspective humaines comme dans son œuvre Sulpitia (vers 1493) qui fait partie d'une série de panneaux, les autres étant Judith de Matteo di Giovanni, Artemisia du Maître de l'histoire de Griselda et Claudia Quinta de Neroccio di Bartolomeo de' Landi tous siennois.
Parmi ses disciples figure Pietro di Domenico Petrini.

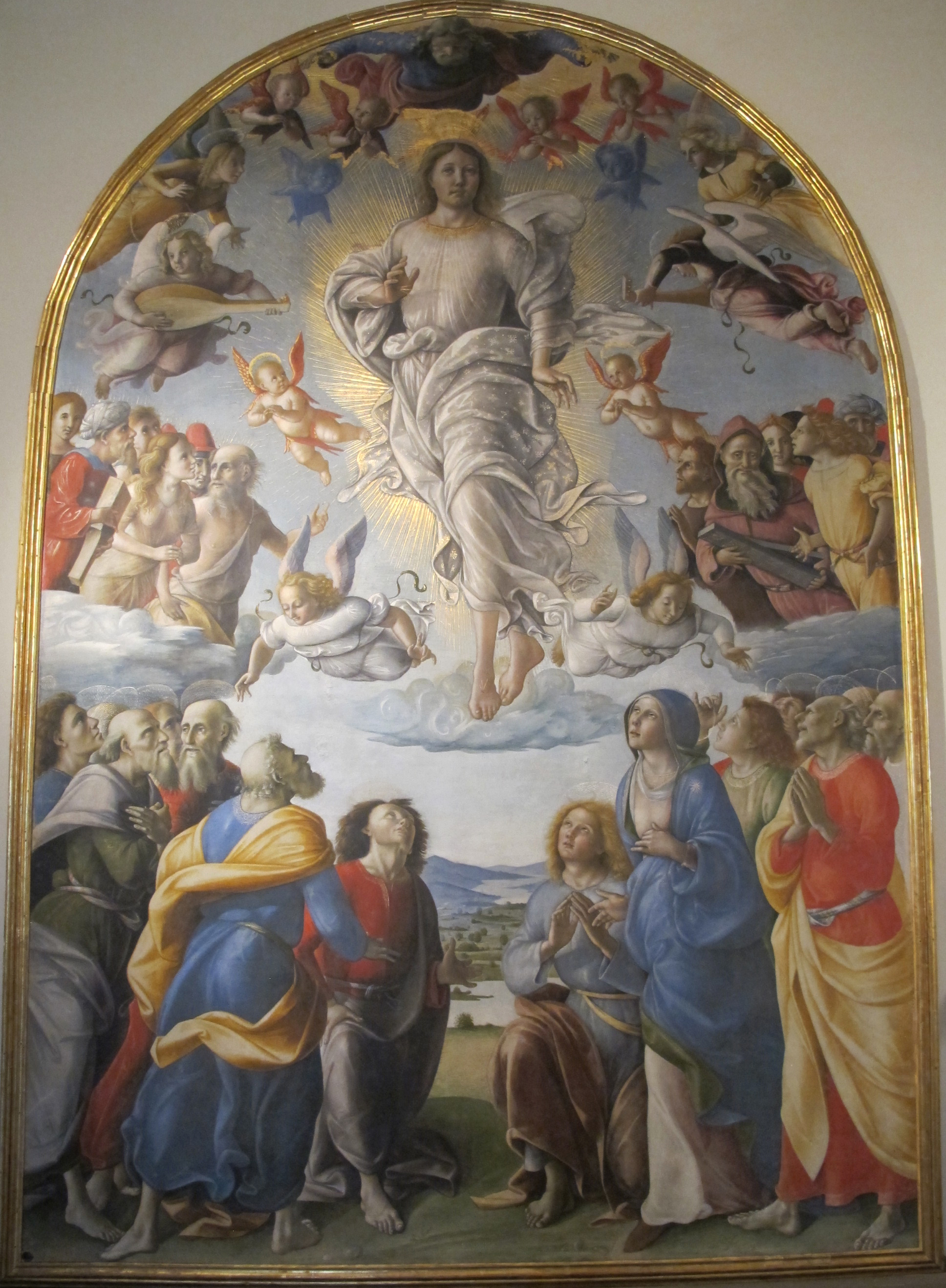
L'Ascension, basilique de l'Observance, Sienne.
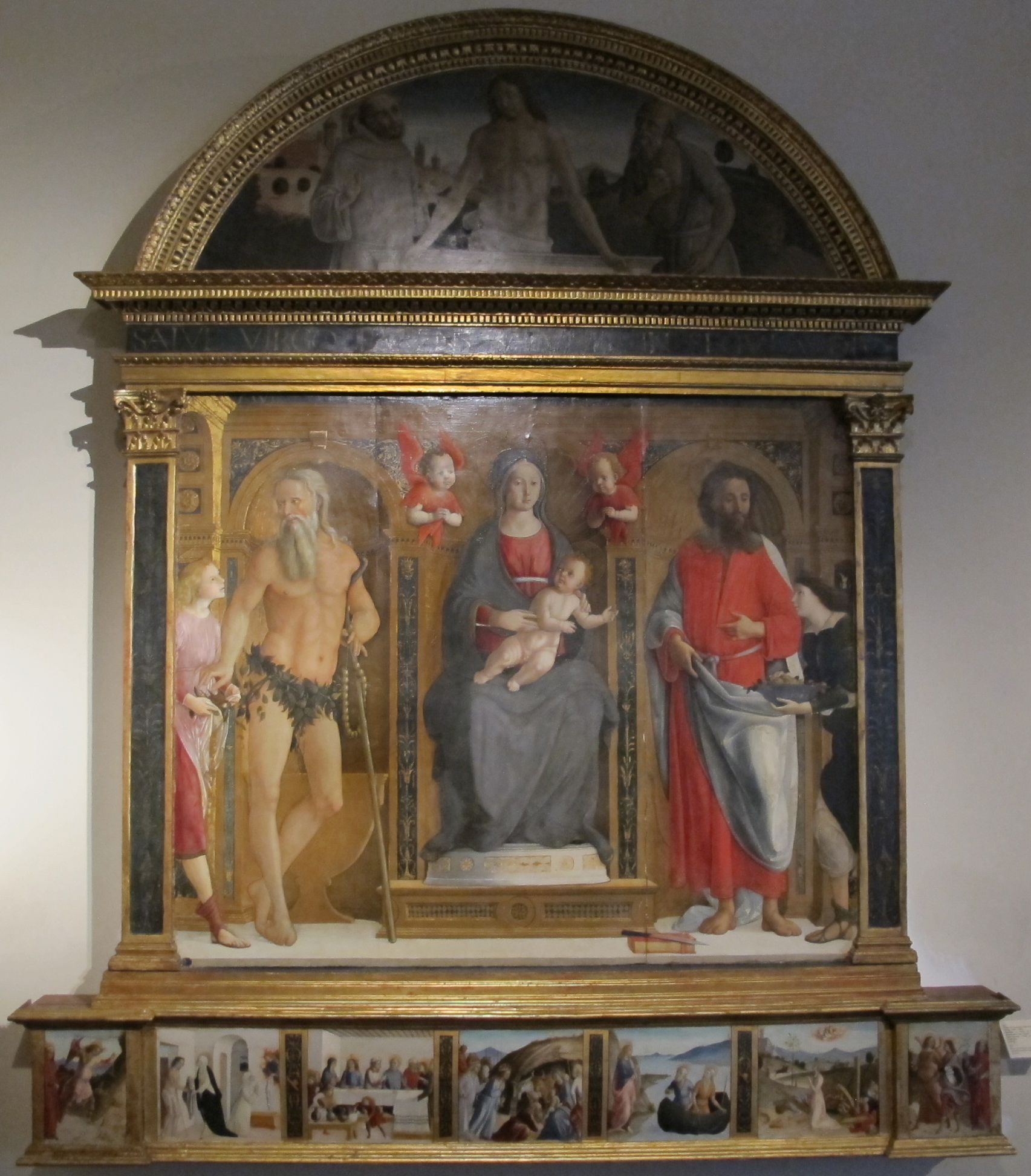
Vierge à l'Enfant avec saints, Pinacoteca Nazionale, Sienne.
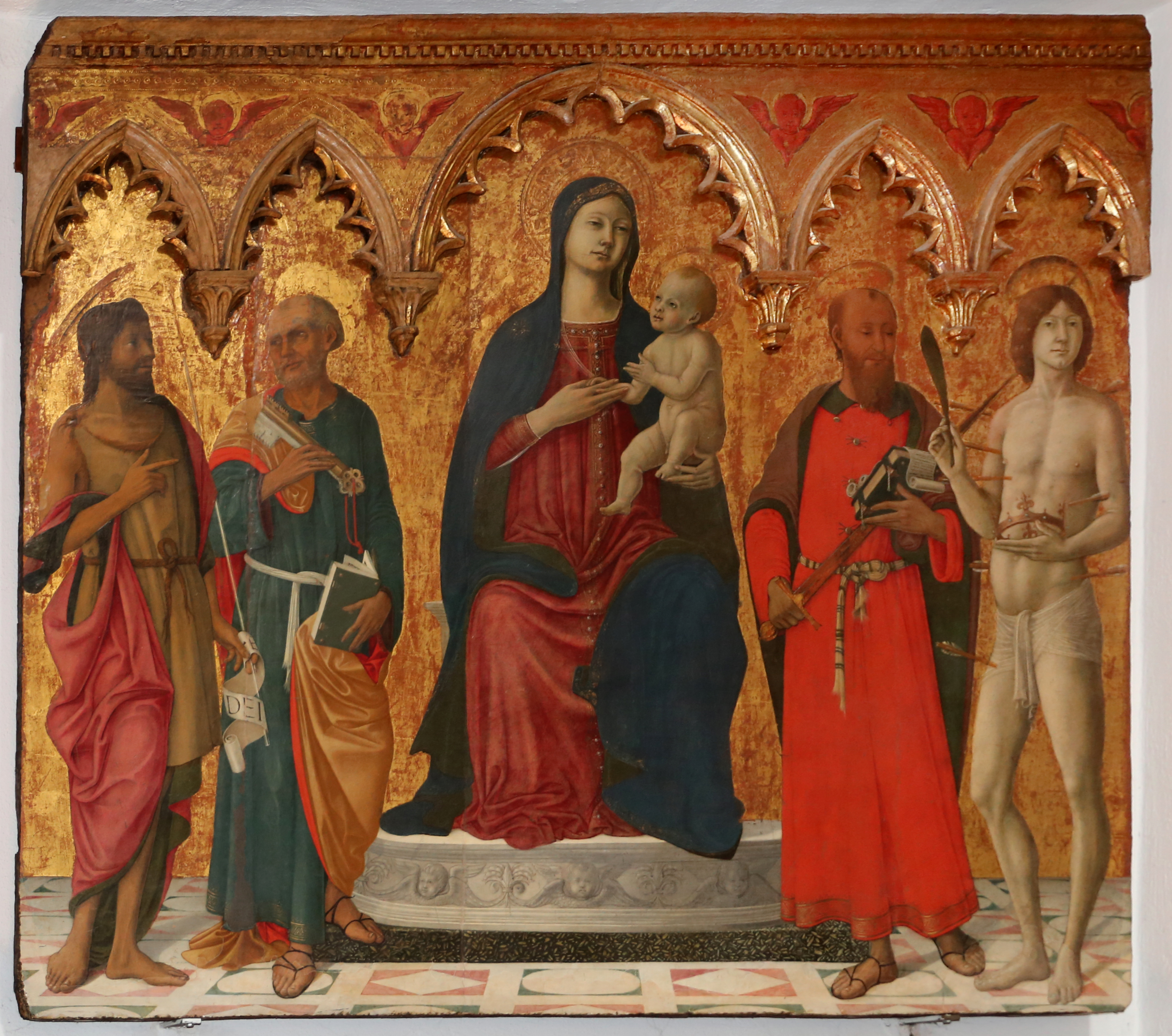
Vierge à l'enfant avec les saints, église des Saints-Pierre-et-Paul, Buonconvento, Sienne.